# Daryll-Ann
Daryll-Ann est un groupe néerlandais de rock alternatif, originaire de Harderwijk.

## Histoire
En 1991, après avoir déménagé à Amsterdam et à Utrecht, les membres du groupe sortent leur premier EP sur le label Kelt, ce qui les met immédiatement sous les feux de la rampe. Début 1992, le groupe est invité à jouer au festival Noorderslag. 
Le 19 mai 2010, Excelsior Recordings annonce la sortie au Royaume-Uni, en août 2010, d'un coffret contenant les œuvres de Daryll-Ann et Anne Soldaat, ainsi que d'un coffret destiné au marché néerlandais, conçu par Jelle Paulusma, avec une sélection des meilleures chansons et des démos inédites.
Le 15 août 2013, le groupe annonce une nouvelle tournée en 2014, en l'honneur des rééditions de ses albums. Le coffret CD Daryll-Ann Again sort en décembre 2013 et contient tous les albums publiés par le groupe, complétés par des démos et des sorties spéciales. En outre, au cours des premiers mois de 2014, le groupe a donné plusieurs concerts dans le line-up le plus familier avec le batteur Kleijn et le bassiste Vos. Dans ce line-up, ils ont également fait une performance surprise au Noorderslag 2014.
Le 1er mai 2024, Daryll-Ann annonce que, vingt ans après leur séparation, ils se réuniraient dans le line-up original et feraient une tournée de treize salles pop aux Pays-Bas à l'automne 2024 et au début de 2025. Un nouvel album est également annoncé sur le label Excelsior Recordings, dont le premier titre A Note About Time sort le 31 mai 2024. En septembre 2024 sort ce nouvel album, intitulé Spring, qui, selon le Volkskrant, s'approche du niveau de Daryll-Ann Weeps et Happy Traum.

## Discographie

### Albums studio
- 1992 : Renko
- 1995 : Seaborne West
- 1996 : Daryll-Ann Weeps
- 1999 : Happy Traum
- 2000 : DA Live
- 2002 : Trailer Tales
- 2004 : Don't Stop
- 2024 : Spring

### EP
- 1994 : Come Around
- 1994 : I Could Never Love You

### Singles
- 1996 : Tremble Forte
- 1996 : A Proper Line
- 1999 : Surely Justice